# مارك ليونارد (لاعب كرة قاعدة)
مارك ليونارد (بالإنجليزية: Mark Leonard)‏ هو لاعب كرة قاعدة أمريكي، ولد في 14 أغسطس 1964 في ماونتن فيو في الولايات المتحدة.